# Peter Ellenshaw
William (Peter) Ellenshaw (Londen, 24 mei 1913 – Santa Barbara, 12 februari 2007) was een Brits-Amerikaans ontwerper van speciale effecten die werkte in veel Disney films.
Zijn eerste groot filmproject was Things to Come uit 1936. Na de Tweede Wereldoorlog werkte hij aan films als Quo Vadis totdat hij door Walt Disney Studios werd aangesteld om te werken aan hun Schateiland. Daarna maakte hij films als Twintigduizend mijlen onder zee en Mary Poppins, waarvoor hij een Academy Award won. Hij ging met pensioen na de film The Black Hole in 1979, maar kwam terug om matte tekeningen te maken voor Dick Tracy in 1990. Zijn zoon Harrison Ellenshaw won ook een Academy Award voor het ontwerpen van effecten.
Hij werd in 1993 uitgeroepen tot een Disney legende.

## Filmografie (selectie)
- The Thief of Bagdad (1940), assistent matte artiest
- A Matter of Life and Death (1946), assistent matte artiest
- Black Narcissus (1947), assistent matte artiest
- The Red Shoes (1948), assistent matte artiest
- Treasure Island (1950), matte artiest
- 20,000 Leagues Under the Sea (1954), matte artiest
- Old Yeller (1957), matte artiest
- Johnny Tremain (1957), production designer
- Darby O'Gill and the Little People (1959), specials effects
- Pollyanna (1960), matte artiest
- Swiss Family Robinson (1960), matte artiest
- The Absent-Minded Professor (1961), special effects
- Mary Poppins (1964), special effects (Academy Award winner)
- The Love Bug (1969), special effects
- Bedknobs and Broomsticks (1971), art direction (Academy Award nominee)
- The Island at the Top of the World (1974), special effects and production design (Academy Award nominee for the latter)
- The Black Hole (1979), miniature effects creator (Academy Award nominee for visual effects)
- Dick Tracy (1990), matte artiest